# POEMAS
POEMAS (англ. POlarization Emission of Millimeter Activity at the Sun, Поляризаційне випромінювання міліметрової активності на Сонці) — система для патрулювання радіовипромінювання Сонця, що складалась з двох радіотелескопів із супергетеродинними приймачами кругової поляризації на 45 і 90 ГГц і працювала в 2011—2013 роках. Ширина променя становила близько 1,4°, дозволяючи одночасно спостерігати весь сонячний диск. Система збору даних дозволяла отримувати 100 значень за секунду як за частотою, так і за поляризацією, з чутливістю близько 200 кілоянських. Телескоп отримав перше світло в листопаді 2011 року і показав гарну продуктивність протягом наступних двох років, коли спостерігав багато сонячних спалахів. З листопада 2013 року був зупинений на ремонт. Основною ціллю POEMAS було спостереження сонячних спалахів у частотному діапазоні, на якому в світі працюють дуже мало детекторів, заповнюючи проміжок між мікрохвилями і субміліметровими хвилями.